# Char-à-Côté

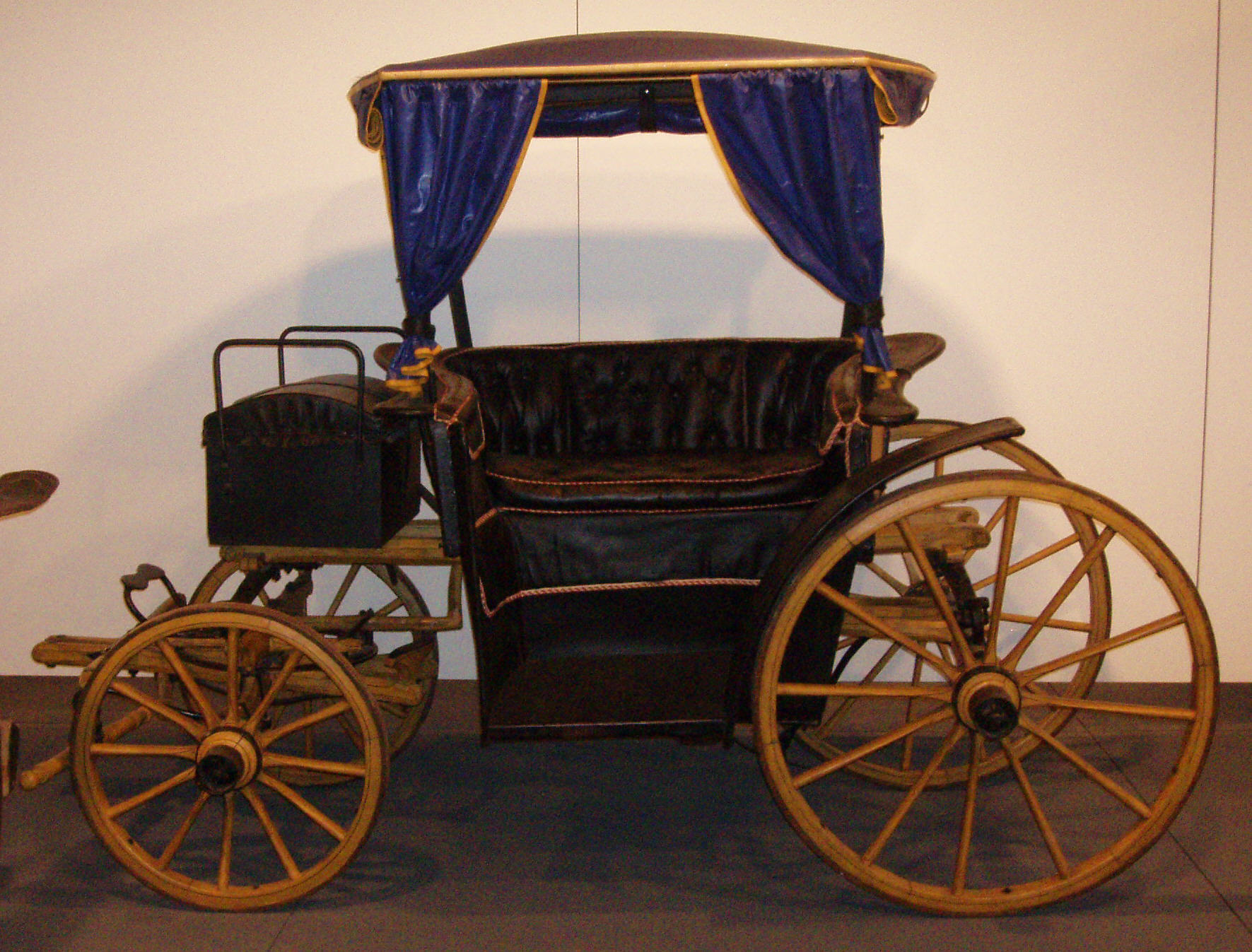
Char-à-Côté, um 1830

Ein Char-à-Côté (franz.: Wagen zur Seite) ist eine Kutsche, in der die Passagiere seitwärts saßen, um beim Spazierenfahren die Landschaft besser betrachten bzw. sich selber besser zur Schau stellen zu können.
Diese Mode kam mit der Begeisterung für Landschaftsgärtnerei und Parkgestaltung etwa ab 1800 auf, doch wurden die Fahrzeuge nur in geringen Stückzahlen angefertigt. 